# MO5.com
 (février 2019).
Si vous disposez d'ouvrages ou d'articles de référence ou si vous connaissez des sites web de qualité traitant du thème abordé ici, merci de compléter l'article en donnant les références utiles à sa vérifiabilité et en les liant à la section « Notes et références ».
MO5.COM est une association française loi de 1901, qui a pour but la préservation et la diffusion auprès du public du patrimoine numérique, vidéoludique et informatique. Le président et cofondateur est Philippe Dubois.
Elle œuvre depuis 2003 à préserver des objets, consoles, micro-ordinateurs, logiciels, accessoires, etc. retraçant l'histoire de l’ère numérique et de la culture populaire.
L'association estime que sa collection comporte plusieurs dizaines de milliers de pièces, dont environ 25000 machines dans les domaines de l'informatique professionnelle et personnelle, et du jeu vidéo. Elle comprend également plusieurs milliers de logiciels et jeux, ainsi qu'une bibliothèque spécialisée dans laquelle on trouve de la presse informatique et vidéo-ludique ainsi que de nombreux manuels et ouvrages dédiés.
Les pièces sont présentées au public dans des expositions de toutes tailles tout au long de l'année. L'association y met en valeur des machines d’époque, jouables par le public afin de ressentir les sensations originelles fournies par le média.
Une grande partie de ses collections est de type « patrimoniale » , constituée d’objets neufs ou en bon état, qui est préservée intacte pour la participation à un futur musée national.

## Historique
MO5.com est à l'origine un site internet créé en 1996 par Philippe Dubois, un ingénieur informaticien. Le site, qui tire son nom et son logo du micro-ordinateur français Thomson MO5, présente alors un « Musée d'Histoire Informatique », auquel s'ajoute ensuite un « Musée des Jeux Vidéo »,,,.
En 2003, l’association loi de 1901 MO5.COM est créée en région parisienne,,.
En 2005, MO5.com et la BnF mettent en place un partenariat visant à fournir à cette dernière des consoles qui manquent à sa collection,,,. La BNF estime que son action et celle de MO5.com sont « complémentaires ».

## Préservation
L'association œuvre pour la préservation du patrimoine numérique et vidéo-ludique. Certains de ses membres sont capables de réparer, maintenir en l'état les différentes collections pour les conserver sur le long terme.
Elle organise aussi tout au long de l'année des expositions sur divers thèmes comme l’histoire de l'informatique ou des jeux vidéo, fournit et participe à la conception et d'équipements pour lire les données sur des supports anciens.

## Expositions
L'association organise des expositions autour de l'informatique et du jeu vidéo.
Avec plus de 500 expositions à son actif, l'association MO5.COM est une des plus actives d'Europe. Les expositions proposées varient de toutes tailles, des événements ponctuel dans une médiathèque jusqu’aux expositions permanentes comme celle ayant eu lieu au Grand Palais de Paris de 2011 à 2012, en passant par les grands salons consacrés à la culture populaire (Paris Games Week, Japan Expo, etc) où MO5.COM représente les stand officiels retrogaming. 
Durant ces différentes expositions et événement, les thèmes abordés sont extrêmement variés comme l’histoire des jeux vidéo en général, l’histoire de la marque SEGA, des rétrospectives sur Tomb Raider et Final Fantasy, ... grâce aux différents partenariats qu'elle a noués au cours de ces dernières années.
En collaboration avec le Musée Guimet, le SELL et le Ministère de la Culture, MO5.com organise en 2011 l'exposition Game Story au Grand Palais à Paris. L'exposition rencontrera un franc succès et se déplacera pour 11 mois au Musée de la Civilisation du Québec en 2013.
L'association est présente à la Paris Games Week depuis la première édition, elle y dispose régulièrement d'un stand consacré aux jeux vidéo rétro toujours sur un thème donné, comme par exemple les années 70 (2010), les années 80 (2011) ou bien, le 25e anniversaire de la franchise Metal Gear en 2012 ,

## Membres d'honneur
Les membres d'honneur de l'association MO5 comprennent (liste non exhaustive) :
- Hideo Kojima
- Alekseï Pajitnov
- Frédérick Raynal
- Ralph Baer
- Jordan Mechner
- Christophe Balestra
- Dino Dini
- Christophe Héral
- Satoru Okada
- David Crane
- Bertrand Brocard
- Tetsuya Mizuguchi
- Ian Livingstone
- Pierre Estève
- Éric Chahi